# Linescio
Linescio é uma comuna da Suíça, no Cantão Tessino, com cerca de 46 habitantes. Estende-se por uma área de 6,6 km², de densidade populacional de 7 hab/km². Confina com as seguintes comunas: Cerentino, Cevio.
A língua oficial nesta comuna é o Italiano.